# Halina Pitoń
Pour les articles homonymes, voir Piton (homonymie).
Halina Pitoń-Kozub, née le 26 septembre 1972 à Kościelisko, est une biathlète polonaise. 

## Carrière
Elle prend part à son premier championnat majeur aux Jeux olympiques d'Albertville en 1992, s'y classant notamment vingtième de l'individuel.
En 1994, elle remporte le plus grand titre de sa carrière en devenant championne d'Europe de l'individuel à Kontiolahti. Elle dispute les Jeux olympiques de Lillehammer, se classant au-delà du top cinquante en individuel.
Lors de la saison 1995-1996, elle signe son meilleur résultat dans la Coupe du monde avec une seizième place sur le sprint d'Oslo.
En 1998, elle honore sa troisième sélection aux Jeux olympiques, avant de prendre sa retraite internationale. Elle se marie avec un autre biathlète polonais Wojciech Kozub.

## Palmarès

### Jeux olympiques
| Épreuve / Édition                | Individuel | Sprint | Relais |
| Jeux olympiques 1992 Albertville | 20e        | 40e    | 14e    |
| Jeux olympiques 1994 Lillehammer | 57e        | 57e    | 11e    |
| Jeux olympiques 1998 Nagano      | 51e        | -      | 13e    |

### Championnats du monde
| Épreuve / Édition                 | individuel                       | Sprint                           | Poursuite                        | Départ en masse                  | Relais                           | Course par équipes |
| Mondiaux 1995 Antholz Anterselva  | 63e                              | -                                | Épreuve inexistante à cette date | Épreuve inexistante à cette date | 15e                              | 9e                 |
| Mondiaux 1996 Ruhpolding          | 44e                              | 60e                              | Épreuve inexistante à cette date | Épreuve inexistante à cette date | 13e                              | 11e                |
| Mondiaux 1997 Osrblie             | -                                | 32e                              | 33e                              | Épreuve inexistante à cette date | 14e                              | 7e                 |
| Mondiaux 1998 Pokljuka Hochfilzen | Épreuve inexistante à cette date | Épreuve inexistante à cette date | 35e                              | Épreuve inexistante à cette date | Épreuve inexistante à cette date | 12e                |

### Coupe du monde
- Meilleur classement général : 60e en 1996.

### Championnats d'Europe
- Médaille d'or de l'individuel en 1994.